# محطة شارع هنري مارتن
محطة شارع هنري مارتن (بالفرنسية: Gare de l'avenue Henri-Martin) هي محطة في الخط C من نظام السكك الحديدية السريع في ضواحي باريس، يقع في الدائرة السادسة عشرة في باريس.